# Las montañas de Ana
Las montañas de Ana (アルプス物語　わたしのアンネット "Arupusu monogatari watashi no annetto"?, Historia de los alpes: Mi Annette) es una serie de anime  basada en la novela The Treasures of the Snow ("Los tesoros de la nieve") de Patricia St. John.  La serie fue emitida originalmente en Japón en el año 1983, parte del contenedor infantil World Masterpiece Theater o Meisaku de Nippon Animation.  El contenedor había antes y después producido una gran variedad de series de animación basadas en diferentes obras literarias; entre ellas estaban "Lucy" (1982) y "Katoli" (1984).  En España, la serie fue emitida a través de Tele 5, siendo el primer anime programado por la cadena en su primer fin de semana de emisiones junto a Los cuentos de los hermanos Grimm.

## Argumento
Ana, una niña de tan solo doce años, vive feliz con su familia en su hogar en los Alpes.  Su madre había muerto cinco años antes, dando a luz a su hermanito Dani, al que Ana quiere con locura.  También cuenta con su mejor amigo, el travieso Lucián.  Ellos comparten una gran amistad y se quieren mucho, sin embargo un día, una temible tragedia torna el afecto de Ana hacia Lucián en incontrolable odio.  El pequeño Dani había sido seriamente lastimado y aunque el cómo y cuándo nadie lo sabe, en los ojos de todos, Lucián es el único culpable.  Lo ocurrido envenena la vida de ambos niños; Ana necesitará fuerzas fuera de sí misma para poder perdonar, y Lucián no podrá descansar hasta probar su inocencia y así recuperar el cariño y la confianza de su querida amiga.

## Temas musicales
- Japón: (Inicio) «Annette no aoi sora», (Cierre) «Edelweiss no shiroi hana», cantadas por Keiko Han.
- España: «Las montañas de Ana», interpretada por  Sol Pilas, con la base musical de «Là sui monti con Annette», el tema italiano de la serie, interpretado por Cristina D'Avena.

## Episodios
1. Los niños de los Alpes
2. La competición de trineo
3. Un triste nacimiento
4. Ana se convierte en mamá
5. Un invitado muy especial
6. Hacia los pastos
7. Vamos a hacer queso
8. El festival de otoño
9. La llegada del ferrocarril
10. Un viaje lleno de aventuras
11. El regalo de Navidad
12. Problemas en el bosque blanco
13. Un problema de amistad
14. La terrible catástrofe
15. En el fondo del precipicio
16. El hospital
17. El viejo del bosque
18. Las muletas de Dani
19. Diagnóstico inesperado
20. El arca de Noe
21. El peso del pecado
22. El tesoro de Dani
23. Una dolorosa mentira
24. Las lágrimas de Ana
25. Los altos pastos de las montañas
26. Pícnic en el lago
27. Los alumnos del profesor Nicolás
28. La exposición
29. Sueños rotos
30. Las lágrimas del remordimiento
31. El camino hacia la montaña
32. Una búsqueda inútil
33. Una valiente confesión
34. Adiós Franz
35. Abre la puerta de tu corazón
36. Amigos de nuevo
37. Un tesoro compartido
38. Una prueba de valentía
39. La tormenta de nieve
40. Ponte de pie, Lucien
41. Una esperanza para Dani
42. El secreto del viejo Pegin
43. La ciudad de la esperanza
44. Una nueva familia
45. El día de la operación
46. El reencuentro
47. Regreso a casa
48. Una nueva vida

## Doblaje
- Isacha Mengíbar - Annette 'Ana' Barniel
- Matilde Vilariño - Lucien Maurel

- Héctor Cantolla - Pierre Barniel
- Ana Díaz Plana - Tía Claude
- José Carabias - Jean
- Ingrid Ravel - Marie Maurel (eps. 39-48)
- Pablo del Hoyo - Narrador